# Andrea Favilli
Andrea Favilli (Pisa, 17 mei 1997) is een Italiaans voetballer die doorgaans als aanvaller speelt. Hij verruilde Juventus in juli 2019 voor Genoa CFC, dat hem in het voorgaande seizoen al huurde.

## Clubcarrière
Favilli speelde in de jeugd bij Livorno. Tijdens het seizoen 2014/15 zat hij driemaal op de bank in de competitie. Tijdens het seizoen 2015/16 werd hij verhuurd aan Juventus. Hiervoor debuteerde hij op 7 februari 2016 in de Serie A, tegen Frosinone. Hij viel in de extra tijd in voor doelpuntenmaker Álvaro Morata. Dat bleef zijn enige wedstrijd in het eerste elftal dat seizoen. Livorno verhuurde Favilli gedurende het seizoen 2016/17 aan Ascoli, in de Serie B. Hier kwam hij meer aan spelen toe. Ascoli nam hem na dat seizoen definitief over.

## Interlandcarrière
Favilli kwam uit voor verschillende Italiaanse nationale jeugdelftallen.